# Levon V
Levon V, död 1341, var kung av armeniska kungadömet i Kilikien och regerade mellan 1320 och 1341. Han var son till kung Oshin av Armenien och Isabel av Gorigos, och övertog tronen vid sin faders död.

## Historia
Levon V tillbringade några år av minoritetsstyre under Oshin av Gorigos, Under denna period trakasserades kungadömet mycket av mamluker och mongoler. År 1322 medlade påve Johannes XXII för att värva assistans från ilkhanaten och Filip V av Frankrike åt Armenien, och kungadömet undertecknade en femton års vapenvila med sultan Al-Nasir Muhammad.
Regenten Oshin hade gift sig med hans styvmor, Jeanne av Anjou, och Levon tvingades att gifta sig med Oshins dotter Alice (med Oshins första fru Margaret d'Ibelin) den 10 augusti 1321. Oshin mördade en rad medlemmar ur den kungliga familjen för att konsolidera sin egen makt, och Levons reaktion var våldsam när han nådde makten år 1329. Oshin, hans bror Constantine (konstapel av Armenien och lord av Lambron), och Levons fru Alice fick sätta livet till på order av Levon V; Oshins huvud skickades till Ilkhan och Constantines skickades till mamluksultanen Al-Nasir Muhammad av Egypten.